# Lijst van beiaarden in België
Deze lijst van beiaarden in België bevat een alfabetische lijst per provincie, met plaatsnamen waar zich (een) beiaard(en) bevindt of bevinden en tussen haakjes een nadere locatie.

## Antwerpen
- Antwerpen (kathedraal): 49 klokken
- Antwerpen (Sint-Catharinakerk): 47 klokken)
- Borgerhout (districtshuis): 47 klokken
- Burcht (openluchtbeiaard naast de Sint-Martinuskerk): 37 klokken
- Geel (Sint-Amanduskerk (Geel))
- Herentals (belfort van Herentals): 49 klokken
- Hoogstraten (Sint-Catharinakerk): 50 klokken
- Lier (Sint-Gummaruskerk): 52 klokken met een totaalgewicht van bijna 30 ton
- Lier (belfort van Lier): in 1971 kreeg de toren een kleine automatische beiaard met 23 klokken
- Mechelen (Sint-Romboutskathedraal): de Sint-Romboutstoren heeft (net als de Onze-Lieve-Vrouwetoren in Amersfoort) twee volledige beiaarden. De nieuwe, uit 1981, heeft ook 49 klokken, en wel gegoten door Koninklijke Eijsbouts. In de toren hangen dus 98 klokken met een totaalgewicht van 80 ton brons.
- Mechelen (Hof van Busleyden): 49 klokken. Volledige oefenbeiaard van de beiaardschool.
- Mechelen (Onze-Lieve-Vrouw-over-de-Dijlekerk): 50 klokken
- Mol (Sint-Petrus- en Pauluskerk): 49 klokken
- Postel (Norbertijnenabdij): 49 klokken
- Puurs (Sint-Pieterskerk): 50 klokken. Totaal gewicht van de klokken: 4,5 ton. Totaal gewicht van de beiaard: 7 ton. Driehonderd jaar lang wachtte de toren op zijn beiaard. In 2017 werd de tweede klokkenkamer voltooid met 50 klokken. De klokken werden ambachtelijk gegoten door Koninklijke Eijsbouts. De grootste klok is de 'Duvelklok' van meer dan 400 kilo.
- Turnhout (Sint-Pieterskerk): 52 klokken

## Brussels Hoofdstedelijk Gewest
- Brussel (kathedraal van Sint-Michiel en Sint-Goedele): 49 klokken
- Brussel (Paleis der Natie): 37 klokken
- Brussel (Beiaard van de Kunstberg): 24 klokken
- Brussel (Onze-Lieve-Vrouw van Finisterraekerk): acht klokken
- Sint-Pieters-Woluwe (Gemeentehuis van Sint-Pieters-Woluwe): 18 klokken

## Henegouwen
- 's-Gravenbrakel (Sint-Gaugericuskerk): 47 klokken
- Aat (Sint-Juliaankerk): 49 klokken
- Bergen (belfort van Bergen): 49 klokken
- Charleroi (belfort van Charleroi): 47 klokken
- Chimay (Collegiale Sint-Petrus en Pauluskerk): 26 klokken
- Doornik (belfort van Doornik): 56 klokken
- Edingen (Sint-Niklaaskerk): 51 klokken
- La Louvière (Sint-Jozefkerk): 47 klokken
- Thuin (belfort van Thuin): 25 klokken
- Zinnik (Collegiale Sint-Vincentiuskerk): 48 klokken

## Limburg
- Genk (Sint-Martinuskerk): 52 klokken
- Hasselt (Sint-Quintinuskathedraal): 54 klokken
- Lommel (Sint-Pietersbandenkerk): 63 klokken. Beiaard van het jaar 2000 bestaande uit 63 klokken of 5 octaven, gegoten door Koninklijke Eijsbouts. Hij is de tweede grootste van België qua aantal klokken. De basklok weegt 3263 kg en het totaal gewicht bedraagt 15.493 kg. Twee luidklokken uit 1955 van Marcel Michiels, Jr. (d1 en fis1) werden herstemd door Eijsbouts en in de beiaard opgenomen.
- Neerpelt (Sint-Niklaaskerk): 51 klokken
- Peer (Sint-Trudokerk): 64 klokken
- Sint-Truiden (belfort van Sint-Truiden): 50 klokken
- Sint-Truiden (Kortenbos, Basiliek van Maria Tenhemelopneming): 27 klokken
- Tongeren (Onze-Lieve-Vrouwebasiliek): 49 klokken

## Luik
- Luik (cathédrale Saint-Paul de Liège): 49 klokken
- Luik (Collégiale Saint-Barthélémy): 48 klokken
- Luik (Collégiale Saint-Jean-en-l'isle): 35 klokken
- Hoei (Collégiale Notre-Dame de Huy): 47 klokken
- Malmedy (Sint-Petrus-en-Pauluskerk): 40 klokken
- Verviers (église Notre-Dame-des-Récollets): 40 klokken

## Luxemburg
- Florenville (Onze-Lieve-Vrouw-Hemelvaartkerk): 49 klokken
- Martelange (Sint-Martinuskerk): 23 klokken
- Virton (Sint-Laurentiuskerk): 11 klokken
- Saint-Mard (België) (Sint-Medarduskerk): 14 klokken
- Saint-Hubert (België) (Basiliek van Sint-Hubertus): 23 klokken

## Namen
- Gembloers (belfort van Gembloers): 47 klokken
- Namen (cathédrale Saint-Aubain de Namur): 47 klokken

## Oost-Vlaanderen
- Aalst (belfort van Aalst): 52 klokken
- Deinze (Onze-Lieve-Vrouwekerk): 48 klokken, beiaard in Grote - Terts, met een totaal gewicht van 4417 kg en een basklok van 784 kg. Deze beiaard is de eerste Grote - Tertsbeiaard die ooit werd geïnstalleerd (37 klokken uit 1988 en 11 klokken uit 1994).
- Dendermonde (belfort van Dendermonde): 49 klokken
- Eeklo (belfort van Eeklo): 30 klokken
- Gent (belfort van Gent): 54 klokken
- Geraardsbergen (Sint-Bartholomeuskerk): 49 klokken
- Haaltert (Sint-Gaugericuskerk): 44 klokken
- Herzele (schepenhuis): 28 klokken
- Lede (Sint-Martinuskerk): 24 klokken
- Lokeren (Sint-Laurentiuskerk): 49 klokken
- Mespelare (Sint-Aldegondiskerk): met 21 klokken, een totaal gewicht van 381 kg en een basklok van 38 kg is deze de kleinste en lichtste met de hand bespeelbare beiaard van België. Hij staat bekend als een van de zuiverste van het Vlaamse land. In de volksmond wordt hij "de pareltjes van Mespelare" genoemd. Het huidige klavier dateert van 1925.
- Nederbrakel (Sint-Pietersbandenkerk): beiaard met 49 klokken
- Ninove (oud stadhuis): 25 klokken. In 1993 hersteld.
- Oostakker (basiliek van Oostakker-Lourdes): 49 klokken gegoten door Marcel Michiels. Het klavier werd bij de restauratie in de jaren 70 verwijderd.
- Oudenaarde (Sint-Walburgakerk): 49 klokken
- Ronse (Collegiale Sint-Hermeskerk): 49 klokken
- Sint-Niklaas (stadhuis): 49 klokken
- Temse (gemeentehuis): 39 klokken
- Zottegem (Onze-Lieve-Vrouw-Hemelvaartkerk): 49 klokken. De oorspronkelijke beiaard uit 1750, met 20 klokken gegoten door Joris Dumery uit Brugge, werd afgebroken in 1864. In 1867 kwam er een nieuwe toren met beiaard, met 15 klokken van Severinus Van Aerschodt uit Leuven. De huidige beiaard ontstond in 1964, en telt 49 klokken, waarvan 14 oorspronkelijke (11 van Dumery, twee van Van Aerschodt en een van Michaux) en 35 nieuwe (van de Nederlandse klokkenmakers Petit en Fritsen uit Aarle-Rixtel).

## Vlaams-Brabant
- Aarschot (Onze-Lieve-Vrouwekerk): 51 klokken
- Diest (Collegiale Sint-Sulpitius- en Dionysiuskerk): de Hemony/Sergeysbeiaard van deze kerk is een van de meest historische van België en de wereld, omdat 32 van de 47 klokken door Pieter Hemony werden gegoten in 1671. Hemony geldt als de "Stradivarius" binnen de campanologie. Meer dan een halve eeuw was er geen stadsbeiaardier meer actief, maar sinds 2005 is tenor Teun Michiels benoemd tot Diestse stadsbeiaardier. Sinds 2014 is ook Wim Van den Broeck actief als stadsbeiaardier van Diest. Tijdens de zomer vindt er bovendien het Internationaal Beiaardfestival van Diest plaats, met topbeiaardiers uit de hele wereld.
- Grimbergen (Sint-Servaasbasiliek): 49 klokken. Op 23 en 24 mei 1964 werd de huidige, vierde beiaard met zijn 48 klokken plechtig ingespeeld door Staf Nees tijdens een internationaal beiaardfestival. Aan deze beiaard van Koninklijke Eijsbouts werd in 1998 een 49e klok toegevoegd. Het computerspeelwerk is van de firma Horocantus uit Lokeren.
- Halle (Onze-Lieve-Vrouwebasiliek): 54 klokken
- Holsbeek (klokkengieterij Clock o matic): 12 klokken
- Leuven (Heverlee, Abdij van Park): 49 klokken
- Leuven (Heverlee, kasteel van Arenberg): 10 klokken
- Leuven (Sint-Geertruikerk): 49 klokken
- Leuven (Collegiale Sint-Pieterskerk): 49 klokken
- Leuven (Universiteitsbibliotheek): 63 klokken, waarvan er 48 geschonken werden door Amerikaanse sponsors.
- Leuven (Groot Begijnhof): 45 klokken
- Leuven (Sint-Agathakerk (Wilsele)): 23 klokken
- Meise (Sint-Martinuskerk): 56 klokken. De oude beiaard uit 1951 telde 47 klokken en staat tentoongesteld naast het cultuurhuis.
- Scherpenheuvel (Onze-Lieve-Vrouwebasiliek): 49 klokken
- Steenokkerzeel (Sint-Rumolduskerk): 49 klokken
- Tienen (Sint-Germanuskerk): 49 klokken. De Witlockxbeiaard bevindt zich in deze kerk op de Veemarkt (iedere woensdagavond in juli en augustus zijn er beiaardconcerten).
- Zoutleeuw (Collegiale Sint-Leonarduskerk): 39 klokken

## Waals-Brabant
- Nijvel (Collegiale Sint-Gertrudiskerk): 47 klokken
- Waver (Sint-Jan-de-Doperkerk): 50 klokken

## West-Vlaanderen
- Brugge (belfort van Brugge): 47 klokken. De Dumerybeiaard in het belfort heeft 47 klokken met een totaal gewicht van 27.535 kg en met een basklok van 5381 kg. Ze komen uit de gieterijen van het Brugse Joris Dumery (1742–1748) en van het Nederlandse Koninklijke Eijsbouts uit Asten (1969 en 2010). De eerste beiaard, met 35 klokken en ontworpen door de Antwerpenaar Melchior de Haze, verging tijdens het afbranden van de torenspits in 1741.
- Brugge (Grootseminarie van Brugge): 28 klokken, gegoten door Slegers - Causard (1929) en Petit en Fritsen (1966). Er bevindt zich nog een beiaardklavier uit 1929 in de toren, maar de beiaard is sinds vele jaren enkel nog te horen via een automatisch speelwerk.
- Damme (stadhuis): 39 klokken en twee luidklokken. De twee luidklokken zijn de klok der Neringen (1392), en de Zegeklok welke in 1398 gegoten werd door de broeders De Leenknecht. In 1961 wordt er een beiaard van 25 klokken aan de stad geschonken (gegoten door Petit en Fritsen), in 1986 en 1994 wordt het aantal klokken uitgebreid door het huidige aantal (gegoten door Kon. Eysbouts). De huidige beiaard heeft een totaal gewicht van 1.168 kg en een basklok van 143 kg.
- Diksmuide (belfort van Diksmuide): 30 klokken
- Harelbeke (Sint-Salvatorkerk): 50 klokken
- Ieper (belfort van Ieper): 49 klokken
- Izegem (Sint-Hiloniuskerk): 47 klokken
- Kortrijk (Sint-Maartenskerk): 49 klokken. De Sint-Maartenstoren heeft een beiaard sinds 1546. Ook hier vernielden branden opeenvolgende versies van de beiaard. De huidige beiaard kreeg in 1880 klokken van de Leuvense klokkenmaker Van Aerschodt. Na een aantal restauraties en vervangingen telt de Kortrijkse beiaard nu vier volledige octaven (49 klokken, met een totaalgewicht van 18.490 kg).
- Kortrijk (belfort van Kortrijk): 48 klokken. In het belfort hangt een 4-oktaafsbeiaard van Koninklijke Eijsbouts (1994) met 48 klokken.
- Menen (belfort van Menen): 49 klokken. De beiaard in het belfort heeft 49 klokken (volledige vier octaven) van Petit en Fritsen, weegt 4798 kg en dateert uit 1963. Daarvoor had de stad verscheidene andere beiaarden die door brand of oorlogsrecuperatie vernield werden.
- Mesen (Sint-Niklaaskerk): de eerste vredesklok (141 kg) werd op 17 mei 1985 gezegend door paus Johannes Paulus II. Op 1 juni 1986 werd de vredesbeiaard ingehuldigd. De beiaard telt momenteel een 50-tal klokken, geschonken door verenigingen of landen wereldwijd. Ze speelt om het kwartier hymnen en volkse muziek uit de landen die betrokken waren in de oorlog. Deze beiaard wordt niet bespeeld met een speeltafel met beiaardstokken, maar door middel van een conventioneel pianoklavier (een elektrische piano die het mechanisme bedient).
- Nieuwpoort (Onze-Lieve-Vrouwekerk): 67 klokken
- Oostduinkerke (Oud-Gemeentehuis - Erfgoedhuis): 24 klokken
- Oostende (Feest- en Kultuurpaleis): 49 klokken
- Poperinge (Sint-Bertinuskerk): 47 klokken
- Roeselare (Sint-Michielskerk): 49 klokken
- Tielt (belfort van Tielt): 35 klokken
- Torhout (Sint-Pietersbandenkerk): 27 klokken
- Veurne (Sint-Niklaaskerk): 48 klokken
- Wingene (Sint-Amanduskerk): 49 klokken

## Reizende beiaarden
In België zijn er ook enkele beiaarden die met behulp van een vrachtauto of aanhangwagen vervoert kunnen worden om dan op locatie te gaan spelen. Onderstaande worden niet beheerd door de overheid maar door particulieren.
- Neerpelt: ‘De Toerbeiaard’,Jan Verheyen: 44 klokken
- ‘De Bronzen Piano, Anna Maria Reverté & Koen Van Assche: 50 klokken